# Interstellar Overdrive
Interstellar Overdrive é uma composição instrumental escrita e tocada pelos Pink Floyd. A música foi escrita em 1966, e foi incluída seu primeiro álbum, The Piper at the Gates of Dawn, comercializado em 1967, com uma duração de cerca de dez minutos.
A composição surgiu quando o guitarrista Syd Barrett ouviu o gestor da banda, Peter Jenner, a trautear uma música, a qual Barrett tentou interpretar na sua guitarra. Musicalmente semelhante a Astronomy Domine, a composição foi gravada em vários takes entre Março e Abril de 1967. Uma versão anterior, mais longa, pode ser ouvida na banda sonora do filme Tonite Lets All Make Love in London, o qual foi gravado nos Sound Technique Studios no início de 1967, e que foi lançada no mesmo ano. Outras versões da música surgem em várias gravações bootleg.

## Música e composição
Interstellar Overdrive, foi uma das primeiras improvisações instrumentais psicadélicas gravadas por uma banda de rock. A composição é considerada como a primeira incursão dos Pink Floyd no space rock (juntamente com Astronomy Domine), apesar de, mais tarde, os membros da banda terem depreciado este termo. Interstellar Overdrive surgiu quando o primeiro gestor dos Pink Floyd, Peter Jenner, estava a tentar cantarolar uma música que não conseguia lembrar-se do nome (habitualmente identificada como uma versão de My Little Red Book dos Love). O guitarrista e vocalista Syd Barrett acompanhou Jenner com a sua guitarra e utilizou a melodia como base para o principal refrão de Interstellar Overdrive. O baixista Roger Waters disse a Barrett que o riff lhe recordava o tema principal de Steptoe and Son (de Ron Grainer). Na altura em que a música foi escrita, Barrett também era inspirado pelos AMM e o seu guitarrista Keith Rowe, que tinha um estilo que consistia em movimentar de peças de metal ao longo da escala da sua guitarra. A parte da composição improvisada (e também, Pow R. Toc H.), foi inspirada nas improvisações delirantes de Frank Zappa e em Eight Miles High dos The Byrds'.
Interstellar Overdrive partilha os cromatismos com Astronomy Domine. O tema principal desce cromaticamente de Si para Sol, antes de passar para Mi, sendo todos os acordes maiores. A abertura do gancho da música é um  riff distorcida e descendente de guitarra interpretado por Barrett, o seu compositor, com Waters no baixo e Richard Wright no órgão. A secção rítmica de Nick Mason entra em seguida, e, depois de alguma repetição do riff, a composição transforma-se em improvisação, incluindo improvisações modais, órgão Farfisa, e interlúdios tranquilos. Gradualmente, a composição vai ficando sem estrutura e com um tempo livre, pontuado apenas por estranhos ruídos de guitarra. Eventualmente, no entanto, toda a banda retoma o tema principal, que é repetido com uma diminuição do tempo e com uma intensidade mais intencional. Waters descreveu a música como "uma peça abstracta". Um riff de baixo na composição evoluiria, mais tarde, para uma outra canção dos Pink Floyd, Let There Be More Light, escrita por Waters.

## Gravação
A versão estéreo da canção tem um órgão que alterna entre alto-falantes; o efeito deixa de ser perceptível na versão mono da música, onde esta tem a mais um órgão e som de guitarra. No entanto, o órgão é muito importante durante os primeiros 50 segundos da versão mono—juntamente com alguns efeitos especiais—mas inaudível na mistura estéreo até à secção improvisada. Em 27 de Fevereiro de 1967, foram gravados cinco takes da música, com um sexto mais tarde foi registado em 16 de Março de 1967, numa tentativa de criar uma versão mais curta, com overdubs em Junho desse ano, a versão de Piper também aparece na compilação oficial ldos álbuns Relíc e A NIce Pair. Apesar de Smith ter tentando transformar uma longa composição de improvisos para algo mais prático, Smith aceitou Interstellar Overdrive, como Jenner recordou: "foi definitivamente uma cena tipo—ei!, aqui podem fazer Interstellar Overdrive, vocês podem fazer o que gostam, podem fazer cenas estranhas. Assim, Interstellar Overdrive foi uma cena estranha . . . e, novamente, parabéns a Norman por deixá-los fazer isso." Um efeito de delay foi criado pelo produtor Norman Smith, sobrepondo uma segunda versão da música sobre uma versão anterior. Smith tocou a parte da bateria na música. Após esta parte, o riff de abertura é tocado com um panning estéreo.

## Versões alternativas e apresentações ao vivo
A gravação de estúdio em queThe Piper at the Gates of Dawn é a que a maioria das pessoas conhecem melhor, no entanto, existem várias outras versões tanto de estúdio como de palco. O tema foi registado pela primeira vez como demo em 31 de Outubro de 1966, gravado ao vivo ao no estúdio Thompson Private,Recording Company. Esta versão foi usada como o som para o filme San Francisco, o qual foi feito por um amigo de Barrett, Anthony Popa. Enquanto o cineasta Peter Whitehead e o seu assistente estavam a ter uma discussão, o tópico sobre os Pink Floyd foi introduzido por Stern, ao qual  Whitehead lhe respondeu: "sim, música horrível". Stern disse que eles "agora são bem-sucedidos", e sugerem que eles os vão ver, no seu concerto no Royal College of Art. Whitehead recorda que eles "foram para a UFO e eu gostei deles. Não ligados à música pop, longa improvisação de qualidade, ideal para o que eu queria." Whitehead convenceu os Pink Floyd a gravar Interstellar Overdrive para um filme em que ele estava a trabalhar. Antes de ir ao estúdio de gravação, a banda realizou um ensaio, e, no dia seguinte, 11 de Janeiro de 1967, foi ao estúdio Sound Technics. O estúdio, que tinha sido uma fábrica de lacticínios, era gerido pelos engenheiros Geoff Frost e John Wood.
Para a sessão, que foi reservada por duas horas, Wood e Joe Boyd eram os técnicos da mesa de misturas enquanto Whitehead e Stern filmavam. Este registo da canção, com cerca de 16 minutos de duração, foi gravada num gravador de 4 canais em apenas um ´´take, pois a banda não queria tocar a música novamente. Em seguida, o grupo tocou outro instrumental, intitulado Nick Boogie. Apesar de se ter incluindo 5 segundos da banda a tocar no filme de Whitehead, Tonite Permite All Make Love in London, algumas  edições da gravação foram incluídas na banda sonora respectiva desse filme. Aquela (comercializada em 1968) inclui uma versão editada da música e duas repetições. A versão completa está disponível no álbum London '66-'67. Enquanto tentava negociar com a banda a gravação de um álbum, Boyd regressou com o grupo ao estúdios Sound Techniques. Ali, Boyd e a banda gravaram uma fita demo que seria entregue a várias gravadoras: uma das músicas incluídas na fita era Interstellar Overdrive. Uma das primeiras versões remisturadas e sem overdub de Interstellar Overdrive foi incluída num EP francês lançado em Julho de 1967. A edição do 40.º aniversário de Piper at the Gates of Dawn contém duas versões diferentes, de cinco minutos,  da composição, sendo uma delas o take n.º'6  de 16 de Março.
Apesar do repertório apresentado nos concertos ser na sua maioria da autoria do guitarrista e compositor Barrett, a longa, livre e sem estrutura improvisação do tema, não é particularmente representativa das gravações habituais do grupo. Como afirma o baterista Mason Inside Out: A Personal History of Pink Floyd, as versões ao vivo do tema incluíam muitas secções que não aparecem no álbum, e muitas vezes tinham uma duração de mais de 20 minutos. Durante o período em que a banda tocava em clubes underground de Londres como o UFO (Underground Freak Out), era habitual este tema abrir os concertos, e ser repetida no final; deixou de fazer parte do repertório em 1970. A canção surgiu pela primeira vez em actuaçóes ao vivo no Outono de 1966. Numa das vezes em que tocaram a música, num concerto organizado por Hoppy Hopkins, os Pink Floyd conseguiram provocar uma sobrecarga eléctrica. Hopkins caracterizou a situação como "muito frio, muito suja, mas muito agradável." Após uma sessão de gravações Piper , a banda tocou uma  versão de 30 minutos "Interstellar Overdrive". Os Pink Floyd foram filmados a tocar a música num documentário da Granada Television, Scene Special, em Janeiro de 1967, no UFO Club. Uma versão do final do período com Barrett na banda, foi gravada ao vivo em Roterdão, em Novembro de 1967, na Hippy-Happy Fair. A canção foi mais tarde substituído por Set the Controls for the Heart of the Sun, como parte principal da lista de músicas da banda, depois de Barrett ter deixado o grupo. Uma versão de Interstellar Overdrive foi cortada do álbum ao vivo Ummagumma. A canção foi interpretada pela banda Nick Mason Saucerful of Secrets , em 2018.